# 6780 Borodin
6780 Borodin (1990 ES3) là một tiểu hành tinh vành đai chính được phát hiện ngày 2 tháng 3 năm 1990 bởi Eric Walter Elst ở La Silla. Nó được đặt theo tên Alexander Borodin, a Russian composer và chemist.